# Stizorhina
Stizorhina is een geslacht van vogels uit de familie van de lijsters (Turdidae). De wetenschappelijke naam van het geslacht is voor het eerst geldig gepubliceerd in 1899 door Oberholser. De twee soorten komen voor in Afrika ten zuiden van de Sahara.

## Soorten
De volgende soorten zijn bij het geslacht ingedeeld:
- Stizorhina finschi – Finsch' kortpootlijster
- Stizorhina fraseri – Frasers kortpootlijster